# Константин Гамсахурдија
Константин Гамсахурдија (груз. კონსტანტინე გამსახურდია; 3. мај 1893 — 17. јул 1975) био је грузински писац и јавна личност. Образован и први пут објављен у Немачкој, повезао је западноевропске утицаје са чисто грузинском тематиком да би произвео своја најбоља дела, као што су Десна рука Великог мајстора и Давида градитеља. Непријатељски настројен према совјетској власти, он је ипак био један од ретких водећих грузинских писаца који су преживели репресије из Стаљинове ере, укључујући његово изгнанство на острво у Белом мору и неколико хапшења. Његова дела су позната по својим ликовним портретима велике психолошке проницљивости. Још једна главна карактеристика Гамсахурдијевих дела је нова суптилност коју је унео у грузински говор, имитирајући архаични језик како би створио осећај класицизма.
Син Константина Гамсахурдије, Звијад, постао је истакнути дисидент из совјетског доба који је касније изабран за првог председника Грузије 1991. године, али је умро под сумњивим околностима у грађанском рату 1993. године.

## Младост и каријера
Рођен у небитној племићкој породици у Абаши у западној грузинској провинцији Мегрелија, тада под царском руском влашћу, Гамсахурдија је рано образовање стекао у гимназији у Кутаисију, а затим је студирао у Санкт Петербургу, где се посвађао са Николајем Маром. Већину година Првог светског рата провео је у Немачкој, Француској и Швајцарској, докторирао на Берлинском универзитету 1918. Као руски поданик, накратко је био интерниран у Траунштајн у Баварској, где му је Томас Ман послао чоколаду. Гамсахурдија је објавио своје прве песме и кратке приче почетком 1910-их, под утицајем немачког експресионизма и француске пост - симболистичке књижевности. Док је био у Немачкој, редовно је писао за немачку штампу о Грузији и Кавказу, и био је укључен у организовање Грузинскога комитета за ослобођење. Након што је Грузија прогласила независност 1918. године, постао је аташе у грузинској амбасади у Берлину, одговоран за репатријацију грузинских заробљеника из Првог светског рата и смештај грузинских студената на немачке универзитете.
Гамсахурдија је непријатељски дочекао бољшевичко преузимање власти у Грузији 1921. Уређивао је књижевне часописе у Тбилисију и кратко време водио „академску групу“ писаца који су уметничке вредности стављали изнад политичке коректности. Гамсахурдија је објављивао своја дела упркос растућем идеолошком притиску и наставио да води миран протестни скуп на годишњицу насилне совјетизације Грузије 1922. Године 1925. Гамсахурдија је објавио свој први и један од својих најупечатљивијих романа, The Smile of Dionysus (დიონისოს ღიმილი), за који му је требало осам година да га напише. Прича о младом грузинском интелектуалцу у Паризу који је одвојен од свог матичног друштва и остаје потпуни странац у граду својих идеала. Овај роман, као и његова ранија дела, био је делимично „декадентан“ и није се допао совјетским идеолозима, који су сумњали да Гамсахурдија подстиче незадовољство.

## Каснији живот и дела
Након гушења антисовјетског устанка 1924. у Грузији, Гамсахурдија је искључен са Државног универзитета у Тбилисију где је предавао немачку књижевност. Убрзо је ухапшен и депортован на Соловецки острва у Белом мору где је требало да проведе неколико година. Након пуштања на слободу, Гамсахурдија је био приморан да ћути. На ивици самоубиства, писац се борио са депресијом преводећи Дантеа. Почетком 1930-их, добио је заштиту Лаврентија Берије и могао је да настави писање, покушајем „социјалистичког“ романа „Крађа месеца“ (მთვარის მოტაცება, 1935-6), љубавне приче. Затим је уследила психолошка новела Khogais Mindia (ხოგაის მინდია, 1937), још један позив у класичној грузинској књижевности на овај мит о Кевсуру. Берија је, међутим, био критичан према овим делима. Убрзо је Гамсахурдија ухапшен због афере са Лидом Гасвијани, младом шармантном троцкистичком директорком Државне издавачке куће, али га је Берија саслушао и пустио,и иронично му рекао да су сексуални односи са непријатељима народа дозвољени.
Гамсахурдија је преживео чистке Јосифа Стаљина и Лаврентија Берије, које су уништиле велики део грузинског књижевног друштва, али је одлучно одбио да осуди друге. Морао је да ода почаст стаљинистичкој догми, осмисливши роман о Стаљиновом детињству 1939. године. Међутим, како први објављени део овог дела није добио сагласност надлежних органа, он је одмах прекинут и повучен из јавних библиотека.
На врхунцу стаљинистичког терора, Гамсахурдија се окренуо омиљенијем жанру историјске и патриотске прозе, упуштајући се у свој magnum opus, роман Десна рука Великог мајстора (დიდოსტატის მარჯვენა, 1939) постављен у рани 11. век, представљајући легенду о изградњи Катедрале Светицховели наспрам широке панораме Грузије из 11. века. Бави се трагичном судбином оданог архитекте Константина Арсакидзеа, од кога је краљ Георгије I наручио катедралу, али Арсакидзе постаје краљев супарник у љубави према прелепој Шорени, ћерки побуњеног племића. Сукоб снажних људских страсти, између недопуштене љубави и дужности, кулминира сакаћењем и погубљењем Арсакидзеа по Георгијевом налогу. Прича преноси суптилну алегоријску поруку, а у Арсакидзеу се могу препознати узнемирени уметници Стаљиновог доба.
Највећа Гамсахурдијева дела после Другог светског рата су Цветање винове лозе (ვაზის ყვავილობა, 1955), која говори о грузинском селу непосредно пре рата; и монументални роман Давид градитељ (დავით აღმაშენებელი, 1942–62), који је тетралогија о поштованом цару Давиду Градитељу који је владао од 1112 до 1129. Ово дело је за аутора добило престижну државну награду Шота Руставели 1962. године. Гамсахурдија је такође написао биографски роман о Гетеу и књижевну критику грузинских и страних аутора. У то време је прекинуто објављивање његових мемоара Флертовање са духовима (ლანდებთან ლაციცი, 1963) и његовог тестамента (1959). Умро је 1975. и сахрањен је у својој вили коју је назвао „Колхидска кула“, одбијајући да буде сахрањен у пантеону Мтацминда јер је мрзео што су Исус и Јуда ту сахрањени један поред другог, мислећи на близину гробова националног писца Илија Чавчавадзеа и његовог отвореног критичара и политичког непријатеља, бољшевика Филипа Макхарадзеа.

### Романи
- დიონისოს ღიმილი; English translation: The Smile of Dionysus (1925)
- გოეთეს ცხოვრების რომანი; English translation: Novel of the life of Goethe (1930)
- მთვარის მოტაცება; English translation: Kidnapping the Moon (1935—1936)
- ევროპა გალიაში; English translation: Europe in the Cage (1937, Unfinished)
- ბელადი; English translation: The Leader (1938—1939, Unfinished)
- დიდოსტატის კონსტანტინეს მარჯვენა; English translation: The Right Hand of the Grand Master (1939)
- დავით აღმაშენებელი; English translation: David the Builder (novel)|David the Builder (1946—1958)
- ვაზის ყვავილობა; English translation: Flowering of Vine (1956)
- თამარ; English translation: Tamar (Unfinished)

### Одабране новеле и кратке приче
- საათები; English translation: Hours
- დედავ, მისტიურო ქალო!; English translation: Mother, Mystical woman!
- დამსხვრეული ჩონგური; English translation: Broken Chonguri
- ნაპოლეონი; English translation: Napoleon
- სიბრძნე სიცრუისა; English translation: The wisdom of lies
- ტაბუ; English translation: TABU
- ქალის რძე English translation: Woman's milk
- ქართული ჩაბალახი; English translation: Georgian Chabalakhi
- დიდი იოსები; English translation: Great Ioseph